# アニタ・コルビー
アニタ・コルビー（Anita Colby、1914年8月5日 - 1992年3月27日）は、アメリカ合衆国の女優、モデル。

## 経歴
コルビーは、アニタ・クーニハン (Anita Counihan) として、コミック・ストリップの漫画家としてニューヨークの芸術家や新聞関係者の間では伝説的な人物であるバド・クーニハン  (Bud Counihan) の娘として、ワシントンD.C.に生まれた。モデルとなった彼女は、時給50ドルという当時の最高額を稼ぐようになった。彼女は「ザ・フェイス (The Face)」とあだ名され、数多くの広告看板や宣伝、特に紙巻きたばこの広告に登場した。
1935年にはニューヨークからハリウッドへ移り、姓の名乗りをコルビーに改めた。1936年の映画『メアリー・オブ・スコットランド』や、その他のB級映画に端役として出演したが、女優として成功を収めるには至らなかった。2年後、彼女はニューヨークへ戻り、『ハーパーズ バザー』誌の広告営業の仕事に就いた。

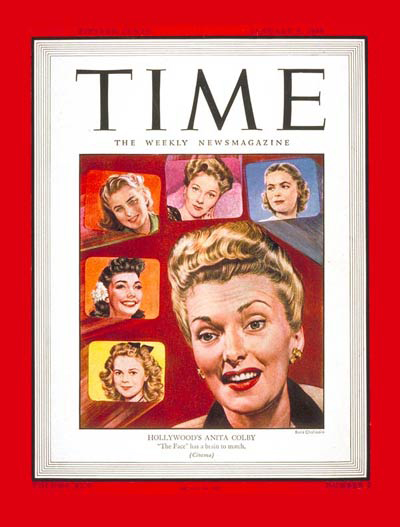
『タイム』誌、1945年1月8日号の表紙を飾った「ザ・フェイス」。小さく描かれているのは、彼女が関わっていた当時の人気女優たちで、左下から右上へ、シャーリー・テンプル、ジェニファー・ジョーンズ、イングリッド・バーグマン、ジョーン・フォンテイン、ドロシー・マクガイア。

映画界を離れた後、久々に出演した1944年の映画『カバーガール』の全国的な宣伝キャンペーンに登場し、彼女は再びハリウッドで名を成すことになった。映画女優に復帰して以降の1940年代には、1947年の映画『真昼の暴動 (Brute Force)』などにも出演した。
1940年代のコルビーは、デヴィッド・O・セルズニックに雇われ、セルズニック・インターナショナル・ピクチャーズの役員として、彼が契約を結んでいたジェニファー・ジョーンズをはじめとする女優たちに、美容や優美な振る舞い、パブリシティなどを教えていた。コルビーは、セルズニック傘下の最高の女優たち、ジェニファー・ジョーンズ、イングリッド・バーグマン、シャーリー・テンプル、ドロシー・マクガイア、ジョーン・フォンテインたちと、親しく接しながら働いた。その後、1954年には、テレビ番組『The Pepsi-Cola Playhouse』の司会・主役を務めた。コルビーはまた、傾斜付きベッドに変形できる椅子 (a chair convertible to inclined bed) を発明して1952年に特許を申請し、1954年に認められている (U.S. patent 2690209)。コルビーは熱心なカトリック教会の信者であった。彼女は77歳で、肺の病気で死去した。

## フィルモグラフィ
- The Bride Walks Out（1936年） - Saleslady（クレジットなし）
- メアリー・オブ・スコットランド (Mary of Scotland)（1936年） - Mary Fleming
- 空中散歩 (Walking on Air)（1936年） - Ex-Mrs. Fred Randolph
- China Passage （1937年） - The Nurse（クレジットなし）
- カバーガール (Cover Girl)（1944年） -  Miss Colby
- 真昼の暴動 (Brute Force)（1947年） - Flossie
- The Pepsi-Cola Playhouse（1953年、テレビ・シリーズ、ホスト：1954年にも出演あり）
- The Christophers （1963年、1話のみ）